# La Vie dure
La Vie dure est  une huile sur toile de Nicolas de Staël réalisée en octobre 1946. Elle correspond aux années sombres du peintre.

## Contexte
Dans une atmosphère de soupçon généralisé, après la libération de Paris, les FFI envahissent l'atelier de Staël et de Jeannine, le 26 août 1944, sur dénonciation. Une concierge prétend avoir vu le couple tirer sur des résistants. Les deux années qui vont suivre sont la période la plus dure de leur vie. 'La Vie dure, une des toiles majeures de Staël, symbolise l'image de ces amants maigres qui mêlent leurs os tels qu'Antek les a dépeints ensuite dans un poème
Le 20 février 1946, Jeannine entre à la maternité Baudelocque pour subir un avortement thérapeutique. Son cœur ne résiste pas à l'opération. Elle meurt le 27 février. Staël écrit à madame Guillou, la mère de Jeannine, que lui aussi serait maintenant « bien content de mourir . » 

## Description
Cependant la peinture de Staël commence à être remarquée pour ses formes linéaires, semblables à des bâtonnets, ses grilles serrées, ses structures étroites, ses couleurs sombres. "La Vie dure" résume parfaitement le style des œuvres de cette époque là.
La toile, achevée le 28 octobre est emblématique d'une série d'œuvres de même facture. Particulièrement grande, elle rentrair mal dans l'atelier du peintre dont Jeannine disait, dans une lettre à Olga de Staël : « Il peint des toiles plus grandes que lui (…) et il prend tant de place que j'ai cessé de travailler n'ayant pas trop de toutes mes forces pour le soutenir dans une lutte passionnante et souvent dure. En effet, à cause de l'étroitesse du lieu, Staël  est obligé d'ouvrir sa porte pour prendre du recul. »  
La toile est exposée par le père laval à l'Abbaye du Saulchoir, un couvent dominicain, en même temps que des peintures de André Lanskoy. Avec cette toile ainsi qu'avec les suivantes : De la danse, Ressentiment, Hommage à Piranese, Staël est encore considéré comme un abstrait bien que sa recherche commence à s'écarter  de ce style à partir de 1948